# 埼京パンダース
埼京パンダース（さいきょうパンダース）は、プロダクション人力舎に所属する日本のお笑いコンビ。

## メンバー
河野 かずお（こうの かずお、1976年9月19日（48歳） - ）
- 埼玉県出身。身長177cm。体重86㎏。血液型B型。
- 趣味は草野球、テレビゲーム。特技は野球。
- 本名およびヒットマン時代の旧芸名は河野 和男（読み同じ）。
- ビートキヨシの弟子をしていた経験があり、その当時ビートキヨシの自動車を事故で大破させた。
- 以前は「オンエアー」、林田竜次とのコンビ「ヒットマン」（2010年10月解散）として活動していた。
- 中学、高校時代は野球部に所属。パワーヒッター。

ガーユー（1976年11月16日（48歳） - ）
- 京都府出身。身長174cm。血液型O型。
- 趣味：麻雀、ゴルフ、釣り、飲食店経営、特技：野球、社長等の接待、人付き合い。
- 本名およびクールズ時代の旧芸名は森脇 優雅（もりわき ゆうが）
- いとこは元モーニング娘。の中澤裕子で「いろもん」に出演した際にはネタにしていた。
- 巨人ファンで観戦にも訪れ、自らも芸人間の草野球チームに所属、伊集院光 日曜日の秘密基地では草野球では非常に珍しいサウスポーのエースとして君臨していたが高校時代に心を折られる程の滅多打ちに遭って以来マウンドに立つとネガティブになる性格になってしまった。
- かつてアンタッチャブルの柴田英嗣と一緒に住んでいたことがある。
- 1996年から2009年までは「クールズ」として活動していた。解散後はピン芸人として本名で活動していたが、2011年より「ガーユー」に改名。また千原せいじがオーナーを務めている居酒屋の店長でもある。

## 出演
- 伊集院光のてれび（BS12トゥエルビ）
- 伊集院光とらじおと（TBSラジオ）※河野のみ